# Nash Edgerton
Nash Edgerton (Blacktown, Nueva Gales del Sur; 19 de enero de 1973) es un actor, doble y cineasta australiano más conocido por sus numerosas participaciones y apariciones como doble.

## Biografía
Su madre es ama de casa y su padre, Michael es un abogado/promotor inmobiliario.
Su hermano mayor es el actor australiano Joel Edgerton, mundialmente conocido por su ya dilatada carrera en éxitos como el Gran Gatsby, Warrior, Animal Kingdom, el rey Arturo, Ases Calientes y la segunda trilogía de la Guerra de las Galaxias.
Es muy buen amigo de los actores Kieran Darcy-Smith, Luke Doolan y David Michod.
En 2004 salió con la actriz Radha Mitchell.
A finales de 2009 comenzó a salir con la actriz Teresa Palmer, pero la relación terminó en 2010.
Nash comenzó a salir con Carla Ruffino y la pareja se casó en abril de 2014 en una ceremonia realizada en una antigua cárcel en Sídney, Australia.

## Carrera
Es miembro de la compañía "Blue-Tongue Films" junto a Joel Edgerton, Kieran Darcy-Smith, Luke Doolan y David Michod.
Desde 1993 Nash ha trabajado como doble en más de 102 películas.
En 2001 obtuvo un pequeño papel en la película Moulin Rouge, protagonizada por Ewan McGregor y Nicole Kidman.
En 2002 trabajó como el doble de Obi-Wan Kenobi interpretado por el actor Ewan McGregor en la aclamada y popular película Star Wars Episodio II: El ataque de los clones y en Star Wars: Episodio III - La venganza de los Sith. También ha trabajado como doble en películas como la trilogía de Matrix, The Thin Red Line, Superman Returns, entre otras...
En 2002 del video musical "Liar" del artista Eskimo Joe donde aparecieron los actores Damon Herriman, Kieran Darcy-Smith, Terry Serio, Tony Lynch y Justin Smith. Ese mismo año dirigió a Shihad en su video "Comfort Me" donde apareció la actriz Emma Lung, al igual que dirigió al cantante Ben Lee en "Something Borrowed, Something Blue" donde apareció su hermano Joel Edgerton y Kestie Morassi.
En febrero de 2003, dirigió al grupo The Sleepy Jackson en su video musical "Good Dancers" donde aparecieron Dan Wyllie y Rita Kalnejais. En junio dirigió de nuevo a Ben Lee ahora en su video "Chills" donde sale la actriz Radha Mitchell. Más tarde en 2004 dirigió de nuevo a Eskimo ahora para su video "Older Than You" y en diciembre del mismo año dirigió otra vez a Ben Lee ahora para "Gamble Everything For Love" donde salió la actriz Penny McNamee.
Entre marzo de 2005 y julio de 2006, dirigió los videos musicales de 'Missy' Higgins's "The Special Two", Eskimo Joe's de la canción "Black Fingernails, Red Wine" y a Toni Collette's para "Beautiful Awkward Pictures" donde salió su hermano Joel.
En marzo de 2010 dirigió al grupo Empire Of The Sun en su video "Half Mast" donde apareció Teresa Palmer. En julio de ese mismo año, dirigió al cantante Brandon Flowers en su video musical "Crossfire" donde apareció la actriz Charlize Theron.
En 2012 apareció en la película Zero Dark Thirty donde interpretó a Nate, un miembro de la unidad antiterrorismo. En la película compartió créditos con los actores Mark Strong, Jessica Chastain y su hermano Joel Edgerton.
En marzo de 2016 se anunció que estaba trabajando en una película de comedia negra, donde aparecerá la actriz Thandie Newton.

## Filmografía

### Películas
| Año  | Título                   | Personaje            | Notas |
| ---- | ------------------------ | -------------------- | --- |
| 2014 | Son of a Gun             | -                    | junto a Ewan McGregor, Alicia Vikander, Brenton Thwaites, Matthew Nable y Jacek Koman                        |
| 2013 | Streetcar                | Mark                 | corto - junto a Chloë Sevigny, Harry Treadaway y Buck Henry                                                  |
| 2013 | The Rover                | Soldado              | junto a Robert Pattinson, Guy Pearce, Scoot McNairy y Anthony Hayes                                          |
| 2013 | The Amber Amulet         | Esposo               | corto - junto a Genevieve Hegney, Eliza Logan y Ed Oxenbould                                                 |
| 2012 | La noche más oscura      | Nate                 | junto a Mark Strong, Jessica Chastain, Joel Edgerton, Callan Mulvey, Chris Pratt, Édgar Ramírez y Josh Kelly |
| 2011 | Bear                     | Jack                 | corto - junto a Teresa Palmer y Warwick Thornton                                                             |
| 2010 | A Shore Thing            | Dash                 | corto - junto a Melonie Diaz                                                                                 |
| 2008 | The List                 | Mr. Samuels          | corto - junto a Anthony Hayes, Justine Clarke, Kieran Darcy-Smith, Justin Rosniak y Nicole da Silva          |
| 2008 | Emerdale Falls           | Michael Reid         | junto a Ella Scott Lynch, Georgie Parker, Catherine McClements y Vince Colosimo                              |
| 2007 | Spider                   | Jack                 | corto - junto a Joel Edgerton y Mirrah Foulkes                                                               |
| 2007 | Crossbow                 | Forense              | corto - junto a Lisa Chappell, Mirrah Foulkes y Joel Edgerton                                                |
| 2006 | Macbeth                  | Macdonwald           | junto a Sam Worthington, Victoria Hill, Lachy Hulme, Damian Walshe-Howling y Jonny Pasvolsky                 |
| 2006 | Kenny                    | Víctima del Golf     | junto a Shane Jacobson                                                                                       |
| 2006 | The Silence              | Oponente de Eddison  | junto a Richard Roxburgh y Tony Barry                                                                        |
| 2005 | Lucky                    | Lucky                | corto |
| 2004 | BlackJack: Sweet Science | Bill                 | junto a Colin Friels, Anthony Hayes, Marta Dusseldorp y Lara Cox, Vince Colosimo y Alex O'Loughlin           |
| 2003 | Ned                      | Hombre Irlandés      | junto a Josef Ber y Ryan Johnson                                                                             |
| 2003 | The Matrix Reloaded      | Guardia de Seguridad | junto a Keanu Reeves                                                                                         |
| 2002 | The Hard Word            | Oficial del Banco    | junto a Joel Edgerton y Vince Colosimo                                                                       |
| 2001 | Mullet                   | Winger               | junto a Susie Porter, Ben Mendelsohn y Wayne Blair                                                           |
| 2001 | Moulin Rouge!            | Tramoyista           | junto a Richard Roxburgh y Jacek Koman                                                                       |
| 1998 | Bloodlock                | Ian                  | corto - junto a Steve Le Marquand, Simon Lyndon, Kieran Darcy-Smith y Joel Edgerton                          |
| 1998 | Never Tell Me Never      | Conductor            | junto a Joel Edgerton, Geoff Morrell, Claudia Karvan y Robert Mammone                                        |
| 1997 | Deadline                 | Joven Cineasta       | corto - junto a Marianne Edgerton y John Polson                                                              |
| 1996 | Loaded                   | Richard              | corto - junto a Kieran Darcy-Smith y Joel Edgerton                                                           |
| 1996 | Whipping Boy             | Joven                | junto a Daniel Amalm y Tammy MacIntosh                                                                       |
| 1994 | Police Rescue            | Amigo de Alex        | junto a Gary Sweet y Cate Blanchett                                                                          |
| 1994 | Signal One               | Tecladista           | junto a Ryan Kwanten                                                                                         |

### Series de televisión

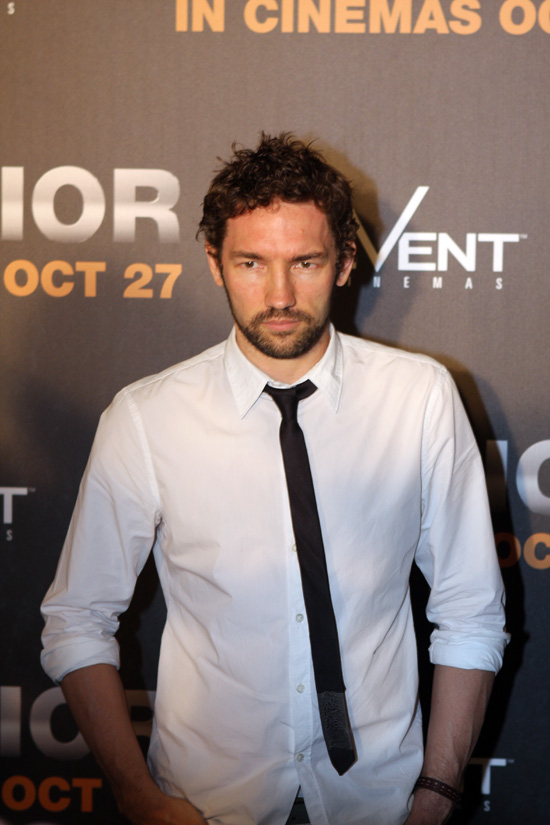
Nash durante el estreno de la película "Warrior" en Sídney, Australia en octubre del 2011.

| Año  | Título        | Personaje                           | Notas                                      |
| ---- | ------------- | ----------------------------------- | ------------------------------------------ |
| 2007 | Hammer Bay    | Detective de Personas Desaparecidas | tv serie                                   |
| 1998 | Murder Call   | Oficial de Rescate                  | episodio "Dared to Death"                  |
| 1998 | Wildside      | Armed Robber                        | episodio # 1.5                             |
| 1997 | Fallen Angels | Hoon                                | episodio "Bury My Heart in Endeavour Park" |
| 1996 | Water Rats    | Greg Solly                          | episodio "Old Flame"                       |
| 1993 | G.P.          | Jason                               | episodio "Fugue in a Minor Key"            |
| 1993 | Police Rescue | Paul                                | episodio "Cold Snap"                       |

### Director de videos musicales
| Año  | Cantante/Grupo     | Canción                              |
| ---- | ------------------ | ------------------------------------ |
| 2010 | Brandon Flowers    | "Crossfire"                          |
| 2010 | Empire Of The Sun  | "Half Mast"                          |
| 2009 | Bob Dylan          | "Must Be Santa"                      |
| 2009 | Bob Dylan          | "Beyond Here Lies Nothing"           |
| 2007 | Evermore           | "Never Let You Go"                   |
| 2002 | Missy' Higgins     | "Steer"                              |
| 2006 | Toni Collette      | "Beautiful Awkward Pictures"         |
| 2006 | Eskimo Joe         | "Black Fingernails, Red Wine"        |
| 2005 | Missy' Higgins     | "The Special Two"                    |
| 2002 | Ben Lee            | "Gamble Everything For Love"         |
| 2004 | Eskimo Joe         | "Older Than You".                    |
| 2003 | Ben Lee            | "Chills"                             |
| 2003 | The Sleepy Jackson | "Good Dancers"                       |
| 2002 | Ben Lee            | "Something Borrowed, Something Blue" |
| 2002 | Shihad             | "Comfort Me"                         |
| 2002 | Eskimo Joe         | "Liar"                               |

### Director, productor y escritor de cortometrajes/películas
| Año  | Película                                   | Notas                                                              |
| ---- | ------------------------------------------ | ------------------------------------------------------------------ |
| 2013 | Snowblind                                  | corto - editor                                                     |
| 2013 | The Captain                                | corto - director, escritor y editor                                |
| 2012 | Bob Dylan: Duquesne Whistle                | corto - director, escritor y editor                                |
| 2012 | Eugene                                     | corto - editor adicional                                           |
| 2012 | Suspended                                  | corto - editor                                                     |
| 2012 | Dumpy Goes to the Big Smoke                | corto - editor                                                     |
| 2012 | My Brother Andy                            | documental/corto - editor                                          |
| 2011 | Monkeys                                    | corto - editor adicional                                           |
| 2011 | Bear                                       | corto - escritor, director y editor                                |
| 2011 | Cryo                                       | corto - coreógrafo de pelea                                        |
| 2011 | Hilltop Hoods                              | director                                                           |
| 2010 | Hesher                                     | editor consultante                                                 |
| 2009 | Miracle Fish                               | corto - productor ejecutivo                                        |
| 2009 | Inside the Square                          | documental corto - productor                                       |
| 2008 | I Love Sarah Jane                          | corto - productor ejecutivo y editor adicional                     |
| 2008 | The Square                                 | productor ejecutivo y editor                                       |
| 2007 | Spider                                     | corto - escritor, director y editor                                |
| 2006 | Magic Happens: The Story of 'The Magician' | corto - productor                                                  |
| 2005 | The IF Thing                               | corto - escritor, director y editor                                |
| 2005 | Lucky                                      | corto - escritor, director y editor                                |
| 2005 | The Magician                               | productor y editor                                                 |
| 2003 | Roughing up the Witness                    | corto - productor y editor                                         |
| 2003 | Fuel                                       | corto - director y editor                                          |
| 2001 | The Pitch                                  | corto - escritor, director y editor                                |
| 1998 | Bloodlock                                  | corto - productor, director, editor y operador de cámara           |
| 1997 | Deadline                                   | corto - escritor, director, productor, editor y operador de cámara |
| 1996 | Loaded                                     | corto - productor, director y editor                               |

## Trabajo como doble

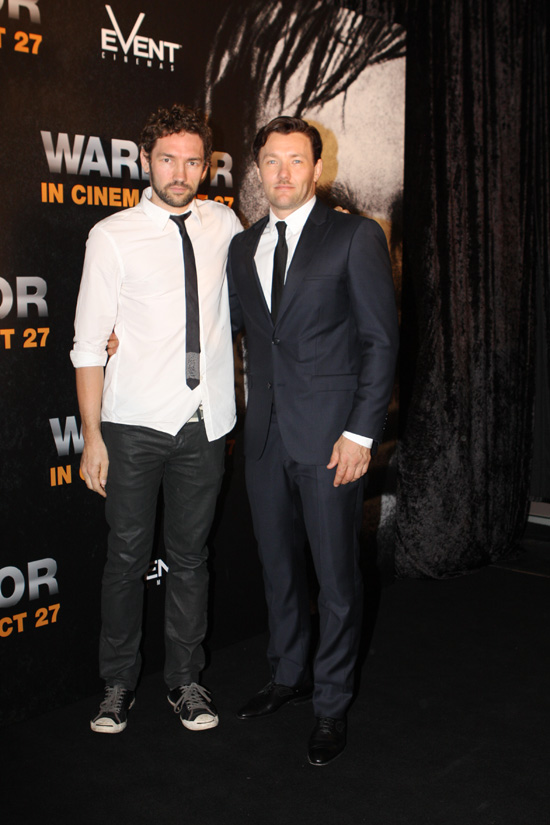
Nash junto a su hermano Joel Edgerton durante el estreno de la película Warrior en el 2011.

| Año         | Película/Serie             | Notas                                     |
| ----------- | -------------------------- | ----------------------------------------- |
| 2014        | The Signal                 | doble                                     |
| 2014        | Jane Got a Gun             | doble                                     |
| 2013        | The Wolverine              | doble                                     |
| 2013        | Felony                     | doble de Joel Edgerton                    |
| 2013        | The Rover                  | doble                                     |
| 2013        | The Great Gatsby           | doble de Tom Buchanan (Joel Edgerton)     |
| 2011        | I Am Number Four           | doble                                     |
| 2010        | Undercovers                | 2 episodios                               |
| 2010        | Beginners                  | doble de Oliver Fields (Ewan McGregor)    |
| 2010        | Knight and Day             | doble                                     |
| 2010        | Hesher                     | doble de Hesher (Joseph Gordon-Levitt)    |
| 2009        | Rescue Special Ops         | doble de conductor - episodio # 1.12      |
| 2008        | The List                   | doble de conductor                        |
| 2008        | Summer Breaks              | doble                                     |
| 2008        | East West 101              | 2 episodios                               |
| 2007        | Hammer Bay                 | doble de conductor                        |
| 2007        | Rogue                      | doble de Pete McKell (Michael Vartan)     |
| 2007        | Home and Away              | doble - episodio # 1.4503                 |
| 2007        | September                  | doble                                     |
| 2007        | Spider                     | doble                                     |
| 2007        | The Chaser's War           | doble - episodio # 2.8                    |
| 2007        | Dangerous                  | doble - 4 episodios                       |
| 2007        | Clubland                   | doble                                     |
| 2006        | Like Minds                 | doble                                     |
| 2006        | Superman Returns           | doble                                     |
| 2005        | Grange                     | doble                                     |
| 2005        | The Alice                  | doble - episodio # 1.11                   |
| 2005        | Stealth                    | doble                                     |
| 2005        | All Saints                 | doble - 4 episodios                       |
| 2005        | Star Wars Episode III      | doble de Obi-Wan Kenobi (Ewan McGregor)   |
| 2005        | Lucky                      | doble                                     |
| 2003        | The Matrix Revolutions     | doble                                     |
| 2003        | Balmain Boys               | doble                                     |
| 2003        | The Postcard Bandit        | doble                                     |
| 2003        | The Rage in Placid Lake    | doble                                     |
| 2003        | Danny Deckchair            | doble de Danny Morgan (Rhys Ifans)        |
| 2003        | Danny Deckchair            | doble de Rod Blue (Joel Edgerton)         |
| 2003        | The Matrix Reloaded        | doble                                     |
| 2003        | Canguro Jack               | doble de Mr. Smith (Marton Csokas)        |
| 2002        | The Hard Word              | doble de Shane (Joel Edgerton)            |
| 2002        | Our Lips Are Sealed        | doble de Mack (Jason Clarke)              |
| 2002        | Star Wars Episode II       | doble de Obi-Wan Kenobi (Ewan McGregor)   |
| 2002        | New Skin                   | doble                                     |
| 2003        | Beneath Clouds             | doble                                     |
| 2001        | The Bill                   | doble - episodio "Beech on the Run"       |
| 2001        | Farscape                   | doble - 6 episodios                       |
| 2001        | Hard Knox                  | doble                                     |
| 2001        | Moulin Rouge!              | doble                                     |
| 2001        | Do or Die                  | doble                                     |
| 2001        | The Pitch                  | doble                                     |
| 2001        | Halifax f.p: Playing God   | doble                                     |
| 2000        | Red Planet                 | doble                                     |
| 2000        | Tales of the South Seas    | doble - 4 episodios                       |
| 2000        | Misión: Imposible II       | doble de Ulrich (Dominic Purcell)         |
| 1999, 2000  | The Lost World             | doble - 2 episodios                       |
| 2000        | Amazon                     | doble - episodio "Babel"                  |
| 2000        | Risk                       | doble                                     |
| 2000        | A Wreck, a Tangle          | doble                                     |
| 1999        | Holy Smoke                 | doble                                     |
| 1999        | Sydney: A Stoy of a City   | doble                                     |
| 1999        | First Daughter             | doble                                     |
| 1999        | Two Hands                  | doble del conductor                       |
| 1999        | Noah's Ark                 | doble                                     |
| 1996 - 1999 | Water Rats                 | doble - 18 episodios                      |
| 1999        | The Matrix                 | doble de Mouse (Matt Doran)               |
| 1999        | Baywatch                   | doble - 2 episodios                       |
| 1997, 1999  | Big Sky                    | doble - 3 episodios                       |
| 1999        | See How They Run           | doble                                     |
| 1999        | Game Room                  | doble                                     |
| 2000        | Risk                       | doble                                     |
| 1998        | The Thin Red Line          | doble                                     |
| 1999        | Bloodlock                  | doble de Reffo (Simon Lyndon)             |
| 1998        | Babe: Pig in the City      | doble                                     |
| 1998        | Praise                     | doble                                     |
| 1998        | In the Winter Dark         | doble de Murray Jacob (Richard Roxburgh)  |
| 1998        | Search for Treasure Island | doble - 2 episodios                       |
| 1998        | The Sugar Factory          | doble de Harris Berne (Matt Day)          |
| 1998        | Murder Call                | doble - episodio "Dared to Death"         |
| 1998        | Pentuphouse                | doble                                     |
| 1998        | Gargantua                  | doble                                     |
| 1998        | Dark City                  | doble de Mr. Wall (Bruce Spence)          |
| 1997        | Doom Runners               | doble                                     |
| 1997        | Welcome to Woop Woop       | doble                                     |
| 1997        | Blackrock                  | doble de Jared (Laurence Breuls)          |
| 1997        | Beverly H. Family Robinson | doble                                     |
| 1996        | G.P.                       | doble - episodio "This Terrible Business" |
| 1992 - 1996 | Police Rescue              | doble - 6 episodios                       |
| 1996        | The Island of Dr. Moreau   | doble de Edward Douglas (David Thewlis)   |
| 1996        | Children of the Revolution | doble                                     |
| 1996        | Fire                       | doble - 2 episodios                       |
| 1996        | Race the Sun               | doble                                     |
| 1996        | Loaded                     | doble                                     |
| 1995        | Blue Murder                | doble                                     |
| 1995        | Power Rangers: la película | doble                                     |
| 1995        | Sahara                     | doble                                     |
| 1995        | Naked                      | doble - episodio "A Fallen Woman"         |
| 1994        | Street Fighter             | doble                                     |
| 1994        | The Seventh Floor          | doble                                     |
| 1994        | Police Rescue              | doble                                     |
| 1994        | Cody: A Family Affair      | doble                                     |
| 1993        | Irresistible Force         | doble                                     |

| Año         | Película           | Notas                                 |
| ----------- | ------------------ | ------------------------------------- |
| 2013        | Felony             | coordinador                           |
| 2013        | The Bling Ring     | coordinador                           |
| 2012        | Wish You Were Here | coordinador                           |
| 2010        | Beginners          | coordinador                           |
| 2010        | Hesher             | coordinador                           |
| 2008        | I Love Sarah Jane  | coordinador                           |
| 2007        | Kenny              | supervisor de maniobras               |
| 2003        | Balmain Boys       | asistente de coordinador              |
| 2002        | The Quiet American | asistente de coordinador              |
| 2000        | Mr. Accident       | asistente de coordinador              |
| 1992 - 1993 | Police Rescue      | asistente de maniobras - 13 episodios |
| 1995        | Bordertown         | asistente de maniobras                |

## Premios y nominaciones
| Año  | Categoría                                                | Premio                                        | Película   | Resultado |
| ---- | -------------------------------------------------------- | --------------------------------------------- | ---------- | --------- |
| 2011 | Best Short Film                                          | Palme d'Or Award                              | Bear       | Nominado  |
| 2009 | Best Director                                            | FCCA Award                                    | The Square | Nominado  |
| 2008 | Best Film Short                                          | Short Filmmaking Award-Honorable Mention      | Spider     | Ganó      |
| 2008 | Best Comedy                                              | Jury Award                                    | Spider     | Ganó      |
| 2008 | -                                                        | Hi-Five To Lo-Fi Award                        | Spider     | Ganó      |
| 2008 | Best Short Film                                          | Audience Award                                | Spider     | Ganó      |
| 2008 | Best Super Short Film                                    | Anchorage International Film Festival         | Spider     | Ganó      |
| 2008 | Best Narrative Short                                     | Honorable Mention Nashville Film Festival     | Spider     | Ganó      |
| 2008 | Best Short Film                                          | Indianapolis International Film Festival      | Spider     | Ganó      |
| 2008 | Best Editing an Australian Short Film (con Luke Doolan)  | Flickerfest International Short Film Festival | Spider     | Ganaron   |
| 2008 | Best Direction                                           | AFI Award                                     | The Square | Nominado  |
| 2008 | Best Short Film (junto a Nicole O'Donohue)               | IF Award                                      | Spider     | Nominados |
| 2008 | Best Short Film                                          | Audience Award                                | Spider     | Ganó      |
| 2008 | Best Short Film                                          | Jury Prize Award                              | Spider     | Ganó      |
| 2007 | Best Short Film                                          | Audience Award                                | Spider     | Ganó      |
| 2007 | -                                                        | Short Award                                   | Spider     | Ganó      |
| 2006 | Best Live Action Short Film                              | Cleveland International Film Festival         | Lucky      | Ganó      |
| 2005 | Most Resourceful Production (junto a Pip Smart)          | Flickerfest International Short Film Festival | Fuel       | Ganaron   |
| 2005 | Best Achievement in Editing (junto a Luke Doolan)        | Short Film Competition Prize                  | Lucky      | Ganaron   |
| 2005 | Best Short Short                                         | Best Short Award                              | Lucky      | Ganó      |
| 2005 | 2.º. Lugar                                               | Tropfest Award                                | Lucky      | Ganó      |
| 2002 | Best Short Film                                          | Jury's Choice Award                           | The Pitch  | Ganó      |
| 1999 | Best Editing in a Non-Feature Film                       | AFI Award                                     | Bloodlock  | Nominado  |
| 1999 | Most Popular Film (junto a Kieran Darcy-Smith)           | Flickerfest International Short Film Festival | Bloodlock  | Ganaron   |
| 1999 | Best Film (junto a Kieran Darcy-Smith)                   | Short Film Competition Prize                  | Spider     | Ganaron   |
| 1997 | 1.er. Lugar                                              | Tropfest Award                                | Deadline   | Ganó      |
| 1997 | Most Resourceful Production (junto a Kieran Darcy-Smith) | Flickerfest International Short Film Festival | Loaded     | Ganaron   |